# Lucas Guzmán Rodríguez
Lucas Guzmán Rodríguez Cardoso (n. Chuy, Uruguay; 8 de mayo de 1993) es un futbolista uruguayo. Juega de mediocampista y su equipo actual es el Club Nacional de Fútbol de la Primera División de Uruguay.

## Estadísticas

### Clubes
Actualizado al último partido disputado el 1 de octubre de 2023.
| Club                          | Div.          | Temporada     | Liga  | Liga  | Copas nacionales | Copas nacionales | Copas internacionales | Copas internacionales | Total | Total |
| Club                          | Div.          | Temporada     | Part. | Goles | Part.            | Goles            | Part.                 | Goles                 | Part. | Goles |
| ----------------------------- | ------------- | ------------- | ----- | ----- | ---------------- | ---------------- | --------------------- | --------------------- | ----- | ----- |
| Rentistas · Uruguay           | 1.ª           | 2015          | 10    | 0     | —                | —                | —                     | —                     | 10    | 0     |
| Rentistas · Uruguay           | 1.ª           | 2016          | 23    | 2     | —                | —                | —                     | —                     | 23    | 2     |
| Rentistas · Uruguay           | Total club    | Total club    | 33    | 2     | 0                | 0                | 0                     | 0                     | 33    | 2     |
| Atenas · Uruguay              | 2.ª           | 2017          | 16    | 2     | —                | —                | —                     | —                     | 16    | 2     |
| Atenas · Uruguay              | 1.ª           | 2018          | 24    | 4     | —                | —                | —                     | —                     | 24    | 4     |
| Atenas · Uruguay              | Total club    | Total club    | 40    | 6     | 0                | 0                | 0                     | 0                     | 40    | 6     |
| Boston River · Uruguay        | 1.ª           | 2019          | 33    | 1     | —                | —                | —                     | —                     | 33    | 1     |
| Boston River · Uruguay        | Total club    | Total club    | 33    | 1     | 0                | 0                | 0                     | 0                     | 33    | 1     |
| Danubio F.C. · Uruguay        | 1.ª           | 2020          | 19    | 0     | —                | —                | —                     | —                     | 19    | 0     |
| Danubio F.C. · Uruguay        | Total club    | Total club    | 19    | 0     | 0                | 0                | 0                     | 0                     | 19    | 0     |
| Carlos A. Mannucci · Perú     | 1.ª           | 2021          | 16    | 0     | 4                | 1                | 2                     | 0                     | 22    | 1     |
| Carlos A. Mannucci · Perú     | 1.ª           | 2022          | 16    | 1     | —                | —                | —                     | —                     | 16    | 1     |
| Carlos A. Mannucci · Perú     | Total club    | Total club    | 32    | 1     | 4                | 1                | 2                     | 0                     | 38    | 2     |
| Club Atlético Cerro · Uruguay | 1.ª           | 2023          | 35    | 5     | 0                | 0                | —                     | —                     | 35    | 5     |
| Club Atlético Cerro · Uruguay | Total club    | Total club    | 35    | 5     | 0                | 0                | 0                     | 0                     | 35    | 5     |
| Total carrera                 | Total carrera | Total carrera | 192   | 15    | 4                | 1                | 2                     | 0                     | 198   | 16    |
| 1. 2.                         |               |               |       |       |                  |                  |                       |                       |       |       |